# Minarety na Chrámové hoře
Na Chrámové hoře ve Starém Městě v Jeruzalémě se nacházejí čtyři minarety. Všechny patří k mešitě al-Aksá. Jsou to:
- minaret al-Facharíja, na jihozápadní straně Chrámové hory, postavený v roce 1278 na příkaz sultána Ladžina, obnoven v roce 1922; minaret byl pojmenován po Fachr ad-Din al-Chalili, otci stavitele minaretu[2]
- minaret al-Ghawánima na severozápadní straně areálu, postavený v roce 1297 též na příkaz sultána Ladžina, obnovený v roce 1329 a znovu v roce 1927, je s výškou 37 m jednou z nejvyšších budov Starého Města[2][3]
- minaret as-Silsila na západní straně Chrámové hory, postavený v roce 1392 v syrském stylu na místě staršího minaretu; v 19. století obdržel minaret po jednom zemětřesení novou horní část[2][4]
- minaret al-Asbát, nazývaný také minaret Izraele nebo minaret Kmenů, na severovýchodní zdi areálu, byl postaven v roce 1367; po zemětřesení v Jerichu 1927 byl v horní části rekonstruován.[2][5]

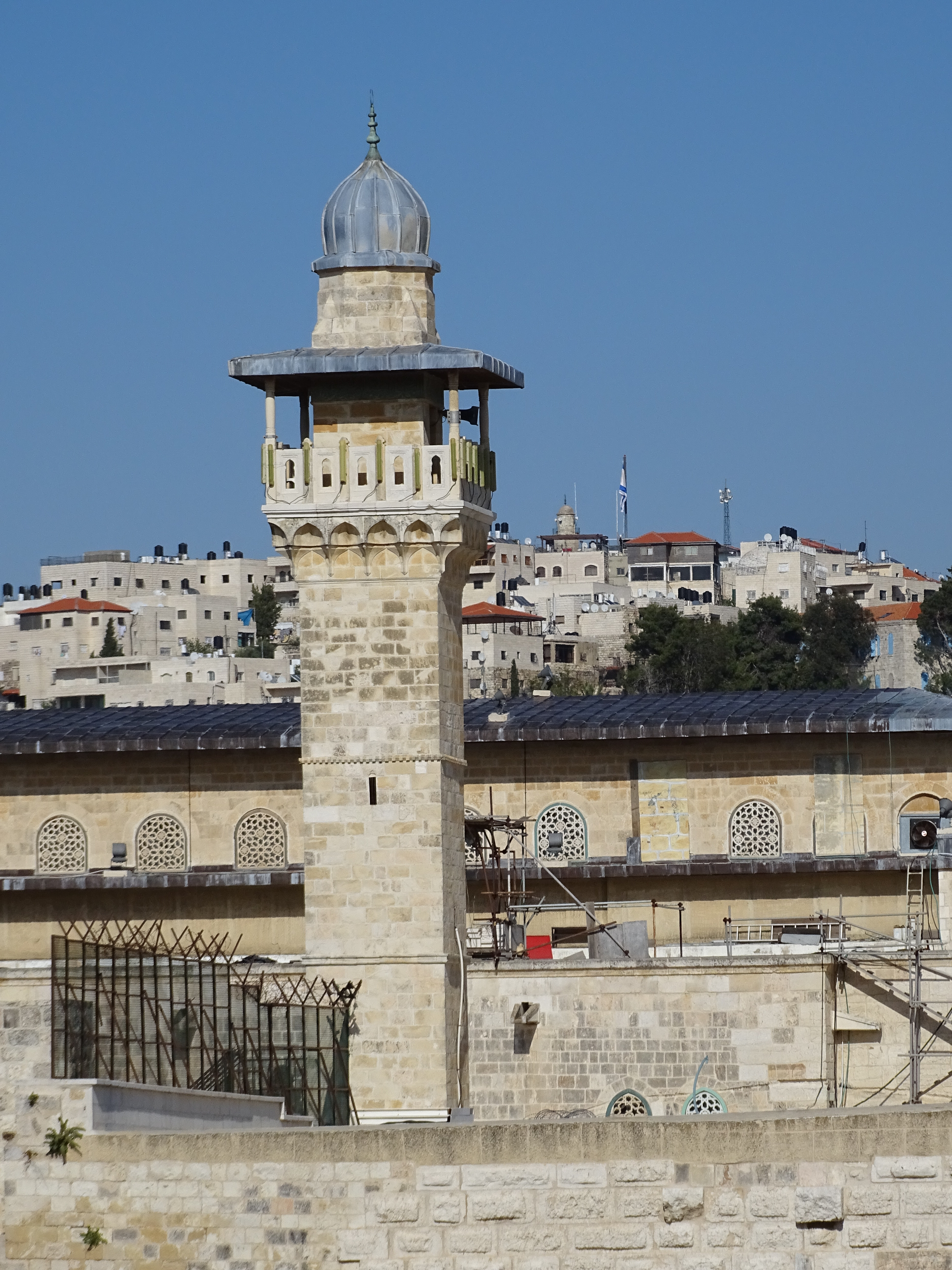
minaret al-Facharíja
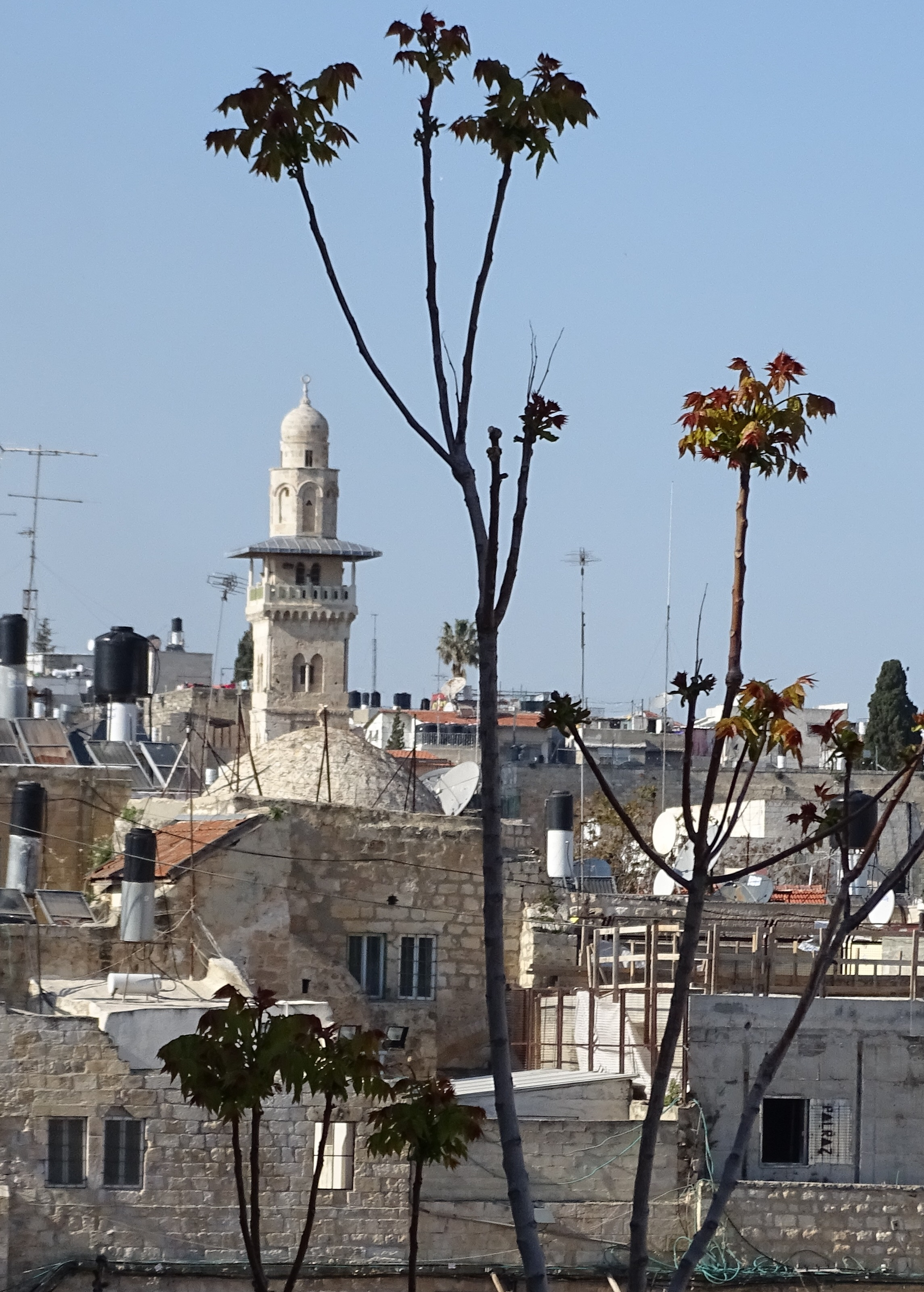
minaret al-Ghawánima
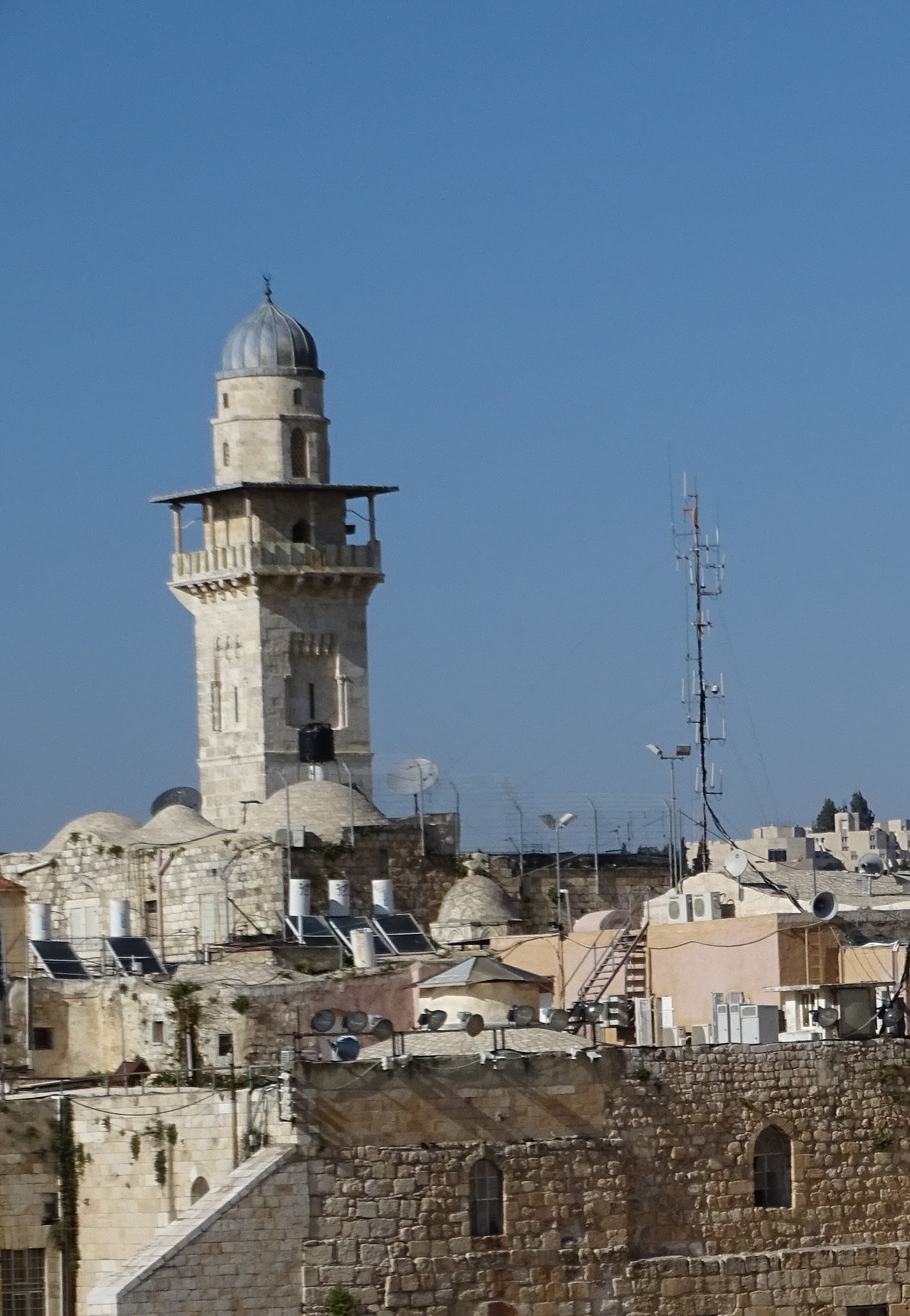
minaret as-Silsila
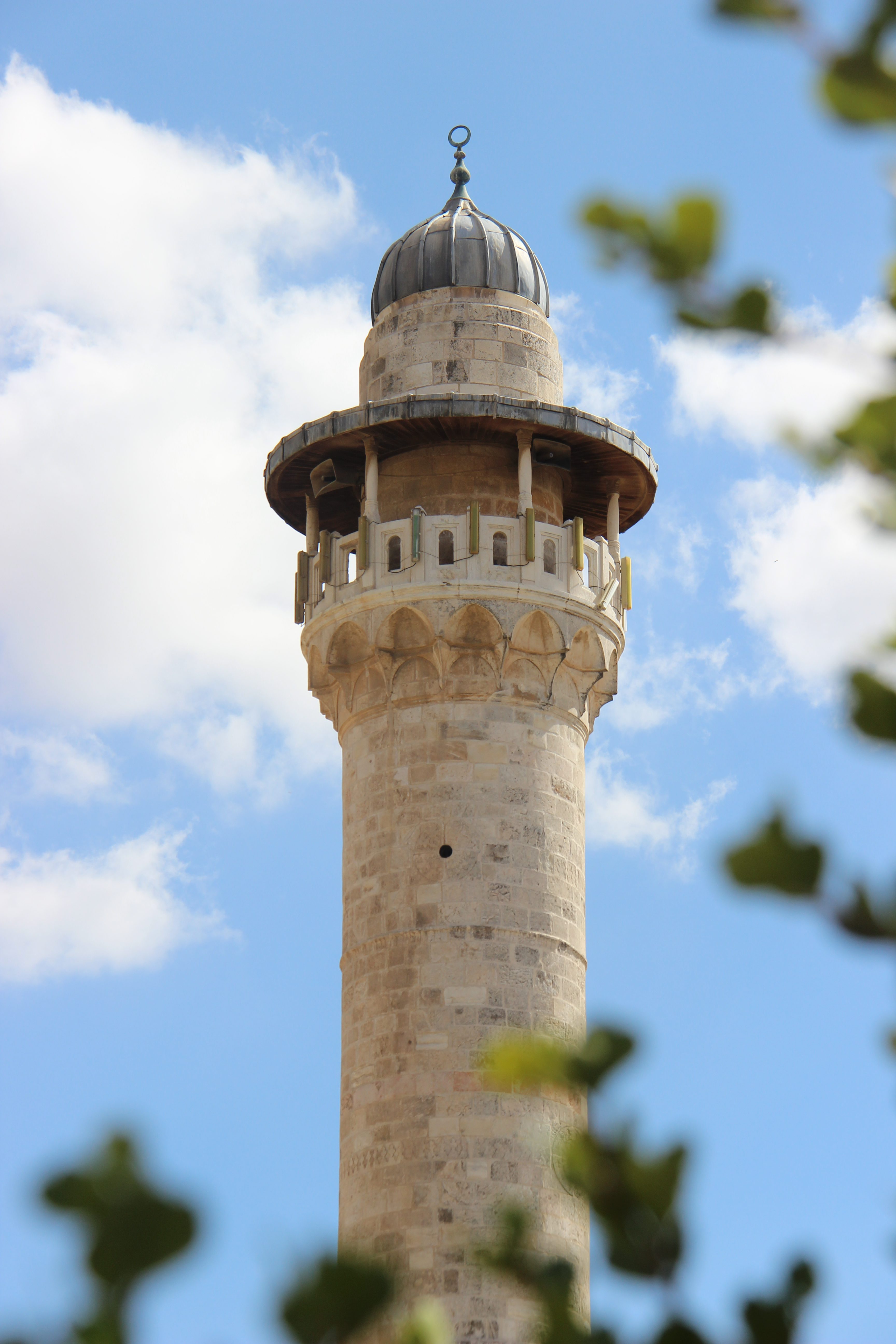
minaret al-Asbát

Na východní straně Chrámové hory minaret dosud není. V roce 2006 izraelské úřady údajně schválily plán jordánského krále Abdalláha II. na vybudování nového minaretu východně od mešity.